# Charles Dupuy
Pour les articles homonymes, voir Dupuy.
Charles Dupuy, né le 5 novembre 1851 au Puy-en-Velay et mort le 23 juillet 1923 à Ille-sur-Têt, est un homme d'État français. Il occupe à plusieurs reprises la fonction de président du Conseil sous la IIIe République, entre 1893 et 1899. Il est également président de la Chambre des députés de 1893 à 1894.

## Biographie

### Jeunesse et études
Charles Dupuy naît dans une famille modeste. Il effectue ses études secondaires au lycée Charlemagne. Il suit des études de philosophie. Il est reçu troisième à l'agrégation de philosophie en 1879.

### Parcours professionnel
Charles Alexandre Dupuy devient enseignant. Il est nommé professeur au lycée de Saint-Étienne, remplaçant Auguste Burdeau.
Il devient ensuite inspecteur d’académie. Nommé à Ajaccio (Corse), il y rencontre en 1883 Antoinette Laborde, une jeune veuve et mère d'une jeune fille, qu'il épouse en 1888. Celle-ci est originaire d'Ille-sur-Têt, dans les Pyrénées-Orientales, ville dont Charles Dupuy deviendra citoyen d'honneur en 1893, avant de s'y installer à la fin de sa vie et d'y mourir en 1923.

### Parcours politique
Il est initié à la franc-maçonnerie le 10 mars 1880. Il est membre de la loge « L'industrie » de Saint-Étienne, qui appartient au Grand Orient de France. Élu député pour le département de la Haute-Loire en 1885, il adhère au mouvement des républicains modérés. Il participe activement aux discussions sur les réformes de l’enseignement.
Il est ministre de l'Instruction publique, des Beaux-arts et des Cultes en 1892, pendant les deux premières présidences d’Alexandre Ribot. Il prend auprès de lui son frère cadet, Adrien Dupuy, qui est son plus proche collaborateur. À la suite du scandale de Panama, qui fit tomber le cabinet Ribot, il est appelé à la présidence du Conseil par Sadi-Carnot le 4 avril 1893, prenant également le ministère de l’Intérieur et des Cultes ; son frère devient son chef de cabinet. Son ministère tombe 7 mois après.
Redevenu député, il est fait président de la Chambre en décembre. Il travaille alors à l’alliance franco-russe et fait face aux troubles sociaux dans le Midi (grèves de Carmaux) et dans le Nord. Il a une réputation de courage, due à une phrase, prononcée alors qu’il était président de la Chambre : le 9 décembre 1893, l’anarchiste Vaillant y ayant lancé une bombe, Dupuy s'était écrié : « Messieurs, la séance continue ! ».
Il est de nouveau président du Conseil quand Carnot est assassiné le 24 juin 1894. Il s'attaque au mouvement socialiste (circulaire d'octobre 1894) tout en renforçant la police politique à la suite de l'attentat de Vaillant. Il décide alors d'être candidat à l’élection présidentielle qui s’ensuit. Échouant, il est reconduit par le nouveau président de la République Jean Casimir-Perier avec lequel il s'entend mal. Il démissionne au bout de six mois, entrainant la démission de Casimir-Perier le lendemain.
C’est sous son ministère qu' Alfred Dreyfus est condamné en 1894. Revenu à la présidence du Conseil en novembre 1898, en pleine affaire Dreyfus, il s'oppose avec détermination à la révision du procès. Malgré la mort du président Faure dans des circonstances scandaleuses, il garde la présidence du Conseil sous son successeur Émile Loubet. Le 3 juin 1899, la Cour de cassation impose la révision du procès Dreyfus, et Dupuy ne peut contenir l’agitation croissante des ligues d'extrême droite. Lorsque le baron Cristiani agresse à coups de canne le président Loubet au champ de courses d'Auteuil (5 juin 1899), il est presque accusé de complicité, car les policiers, pourtant présents en nombre, n’interviennent que mollement. Son gouvernement est mis en minorité et il démissionne le 12 juin.
Il est sénateur de 1900 à sa mort, en 1923.
Sa forte corpulence lui valut d'être surnommé « le pachyderme ».
Un lycée au Puy-en-Velay porte son nom : le lycée Charles-et-Adrien-Dupuy, ancien Collège Royal.

## Liste des présidences du Conseil

Charles Dupuy dans les années 1890.

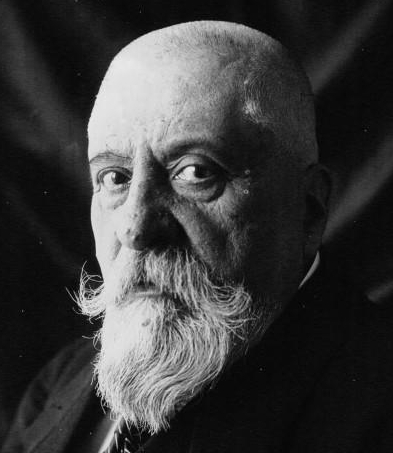
Charles Dupuy en 1914.

Il est cinq fois président du Conseil sous quatre présidents de la République différents :
- Sadi Carnot (4 avril au 3 décembre 1893 puis du 30 mai au 1er juillet 1894), dont il assura l’intérim (jusqu’au 27 juin 1894) ;
- Jean Casimir-Perier (du 1er juillet 1894 au 15 janvier 1895), dont il assura l’intérim (jusqu’au 17 janvier 1895) ;
- Félix Faure (du 1er novembre 1898 au 18 février 1899), dont il assura l’intérim (jusqu’au 18 février 1899) ;
- Émile Loubet (du 18 février au 12 juin 1899).

## Témoignages
« Henri Brisson dura peu. Il ne dut qu’à son énergie de durer assez pour faire son devoir, et introduire la révision du procès de 1894, devenue nécessaire après les aveux et le suicide du colonel Henry.
Il n’y a pas de mots pour peindre le ministère Dupuy qui lui succéda. Ce fut le chaos, l’écroulement et l’abîme. La République allait où l’emportait l’Affaire, que soulevaient en hurlant les nationalistes, entraînés par les bandes romaines. Alors régnèrent dans les villes les matraques et les bayados, et une canne aristocratique défonça le chapeau du président Loubet. »

— Anatole France, L’Église et la République (1904)

« Il était resté l'homme simple à qui suffisent, avec les satisfactions du devoir civique accompli dans un sublime désintéressement de lui-même. »

— Gaston Doumergue, lors de l'éloge posthume.

## Décorations
- Grand-croix de l'ordre de l'Étoile noire (Royaume du Dahomey)
- Grand-croix de l'ordre du Dragon d'Annam
- Grand-croix de l'ordre royal du Cambodge (1894)
- Grand-croix de l'ordre de Charles III d'Espagne (Royaume d'Espagne, 15 mai 1899)[10]

## Publications
- L'année du Certificat d'études : Livret de morale questions, résumés, sujets de rédaction, 46e éd, 1924, Paris, Armand colin, 38 p.; livret de botanique agricole par Louis Matruchot, Paris, Armand Colin et Cie, 1895, 3e édition ; Livret d'histoire de France, par M. Ernest Lavisse. 2 fasc., Paris, A. Colin , 1894.
- Le Concordat et la séparation des Églises et de l'État, Paris : édition de "la Nouvelle Revue" , 1903, 20 p.
- Discours prononcé par M. Charles Dupuy à la distribution solennelle des prix du lycée du Puy, Le Puy : impr. de Marchessou , 1876, 12 p.